# 呀-KIBA- 〜暗黒騎士鎧伝〜
『呀〈KIBA〉 〜暗黒騎士鎧伝〜』（キバ あんこくきしがいでん）は、2011年9月3日に劇場公開され、同年9月7日にDVD / BDが発売された特撮オリジナルビデオ作品であり、『牙狼〈GARO〉』のスピンオフ作品である。

## 概要
暗黒騎士キバが魔戒騎士バラゴであったころに遭遇した事件を描く。キバ（バラゴ）の語りをメインに、イラストレーションとグラフィックにデジタル処理（VFX）を施し、実写映像と融合させた「映像絵巻」として表現する。時系列は、テレビシリーズ第1期の第23話 - 第24話冒頭の話となっている。
2011年5月にテレビシリーズ第2弾『牙狼〈GARO〉 〜MAKAISENKI〜』と同時に製作が発表され、同年9月7日にDVD/BDが発売された。それを記念し、9月3日より1週間限定で先行レイトショー劇場公開された。

## ストーリー
御月カオルが目覚めるとそこは黒い部屋の中。現れたのは、心理カウンセラーとして慕い信用していた龍崎駈音と、謎の女・魔戒導師エルダ。龍崎の正体は闇に堕ちた魔戒騎士バラゴ（暗黒騎士キバ）であり、幼いカオルをホラーの始祖・メシアのゲートとして選んだ男だった。メシア降臨のための儀式の準備を進めるバラゴは、メシアのゲートであるカオルを拉致幽閉したのだ。
バラゴはカオルから「なぜ闇に心を売ったのか？」と問いただされ、「闇に心を売ったのではなく、自ら闇を選んだ」と答えた。そして幼き日、魔戒騎士の父と魔戒法師の母と一緒に暮らしていた日と、父母の死にまつわる悲しき出来事を語り始める。

## 登場人物
龍崎 駈音 / 魔戒騎士バラゴ（暗黒騎士キバ）
本作の主人公。御月カオルから、闇に堕ちた理由を問われ、テレビシリーズ第1期では詳細に明かされていなかった過去を明かす。
子供時代に、魔戒法師であった母がホラーに憑依され、魔戒騎士である父がそれを斬ったことで、ホラーや魔戒騎士への憎しみの念を抱き、力を求め無名で無力だった父のもとを出奔。その後、冴島大河に出会ったのちに、闇の魔導書に導かれ、暗黒騎士としての道を踏み出す。魔戒導師のエルダを救う一方で、風雲騎士・波怒との戦いを経験し勝利するが、法術の闘破雷撃を介して内なる光を植え付けられ、その光は冴島大河と自身の母として、自身に立ちはだかった。しかし、メシアにそそのかされるままに、光を断ち切る。
本作では、バラゴが千体のホラーだけに留まらずバラゴに挑んできた魔戒騎士をも食らっていたことが明らかにされた。
- テレビシリーズ第1期の第22話ではザルバが、バラゴはホラーに家族を食い殺された苦い過去があると語っていたが、本作の描写とは異なっている。

魔戒導師エルダ
バラゴに新たな命と力を与えられ闇へと傾倒し、彼に仕える女性。暗黒魔戒導師として、預言ノ札と呼ばれる呪札を使った占いの術を得意とする。かつてシンジや仲間とともに、太古のホラー・ギャノンの骸を探す中で仲間に裏切られて瀕死状態のところをバラゴに救われた。究極の力と邪悪な闇が支配する世界をもたらすと、バラゴの未来を占った。
- 本作品において初めて登場した人物だがバラゴに協力した以降の彼女の顛末は描かれていないため、その後の行方はわかっていない

御月 カオル
テレビシリーズ第1期のヒロイン。バラゴに攫われ目覚めた場所で、バラゴが闇に堕ちた理由を問う。のちにメシアに憑依された姿を現し、最後の試練として内なる光を消すようにバラゴに迫る。
冴島 大河 / 黄金騎士ガロ
テレビシリーズ第1期に登場した、バラゴの師匠。バドの術によって、バラゴの「内なる光」のイメージとして、バラゴの内なる魔界に姿を現す。
風雲騎士波怒（）
西の管轄に所属する魔戒騎士であり、バラゴに挑んだ何人もの魔戒騎士の中の一人。本名は不明で、銀牙騎士ゼロの兄弟子にあたる。二刀流と多彩な法術を駆使して暗黒騎士キバとなったバラゴに挑むもバラゴの黒炎剣に倒される。バラゴ曰く、自分の前に再度現れるたびに強くなっていたとのこと。
劇中で使用した法術としては、相手の目前に小さな雷を落とす術や、2体に分身して幻惑する術、光に包まれに瞬間移動する術、黄色く光る魔獣の模様と化す電撃のエネルギー波を両手から放ち当たった際に生じた光の粒が心の中にある内なる光へと影響を及ぼす闘破雷撃が存在する。
- テレビシリーズ第1期の第23話で存在だけが示唆されていた魔戒騎士である。

魔戒騎士シンジ
エルダの恋人。勇敢で優しい魔戒騎士で、その未来は光り輝いているとエルダに占われていた。番犬所からの指令で、太古のホラー・ギャノンの骸を探しに行くが、仲間の魔戒騎士に裏切られて殺される。
バラゴの母親
病弱な魔戒法師であったが、ホラーが憑依し無名の魔戒騎士だったバラゴの父によって倒された。その死がバラゴの心にホラーや魔戒騎士への憎しみの念を植え付け、その後の運命を大きく狂わせた。後にメシアの力によって、バラゴの最後の光のイメージとして、バラゴの内なる魔界に姿を現す。
バラゴの父親
無名の魔戒騎士。ホラーに憑依された妻を倒す。バラゴが旅立ったすぐ後にホラーに殺された。「弱かったから死んだ」とバラゴは言っている。
シンジの仲間の魔戒騎士
シンジやエルダと共にギャノンの骸を探していた二人の魔戒騎士。彼らを裏切って殺害したが、その理由は不明。最期はギャノンの骸を求めて祠を訪れたバラゴに殺された。

## 関連用語
雷剛（）
呀の召還する魔導馬。『暗黒騎士鎧伝』のみの登場。轟天や銀牙とほぼ同じ能力を持つが、漆黒の巨体に孔雀の尾羽、頭頂部に5本の角を持つ。蹄音の力により黒炎剣は巨大な閻魔斬光剣に変化し、巨大ホラーや装甲の硬いホラーでも一太刀で斬り倒すことが可能となる。なお、100体のホラーを封印して与えられた特殊な試練を乗り越えることができた魔戒騎士だけが召還を許される魔戒獣の魔導馬だが、バラゴが試練を乗り越えたという設定は未だ存在しておらず、バラゴの内なる魔界と言える「真魔界」でのみ登場しているため現世で召還できるかどうかは定かでない。
- デザイン自体は、テレビシリーズ第1期の時点で存在していており、暗黒魔戒獣との記載がある。初期稿では、悪魔を彷彿とさせる翼も持っていた。

魔戒導師
魔戒導師とは主に占星術を得意とする術使いで劇中では占い師のような役割を果たしており、バラゴこと龍崎駈音が「まだいたのか」と言っていることから今となってはめずらしい存在の模様。なお、魔戒導師というのはテレビ版で設定はあったが登場しなかったキャラとのこと。
- 『ファイナルファンタジーXIV』の牙狼シリーズとのコラボにて、占星術師の衣装として魔戒導師の衣装が登場している。

風雲騎士波怒（）
二刀一対の片手剣風雲剣を使う全身に鋭い刃のような装飾をあしらった青みがかった銀色の魔戒騎士の鎧。

## ホラー
ガリウス
鋭利な刺で覆われた一角魚のような外見のホラー。腕や顔の刃が武器。キバが投げつけた暗黒斬に両断された。
ブレイド
両腕が剣となっている大型のホラー。閻魔斬光剣の前になす術もなく両断された。
哭竜（）
二本の大きな赤い角を生やした黒い竜のような外見を持つ大型のホラー。バラゴの内なる真魔界に多数姿を現す。
ギャノン
「メシアの牙」、「究極のホラー」と称される太古のホラー。詳細は、『牙狼-GARO-_〜MAKAISENKI〜#ホラー』を参照。
ホラーの始祖・メシア
テレビシリーズ第1期に登場したホラー。闇の魔導書に陰を宿し、バラゴを闇の道へと誘う。その後もカオルを憑代にしてバラゴに試練を与える。詳細は、『牙狼-GARO-#ホラー』を参照。

## キャスト
- 龍崎駈音 - 京本政樹
- カオル / メシア - 肘井美佳
- 魔戒導師エルダ - リア・ディゾン
- バラゴの母 - 井上美琴
- 少年バラゴ - 平松來馬
- キバ スタント - 伊藤慎
- バド スタント - 和田三四郎
- 大河ガロ スタント - 中島厚也
- ホラー・ガリウス スタント - 白井康貴
- ホラー・ブレイド スタント - 下尾浩章
- バラゴ イメージ - 吉田瑞穂
- スタント - 富田稔、三住敦洋、佐藤慎也
- メシア イメージ - 亜紗美

### 声の出演
- バド - 井上和彦
- 騎士 - 飯田真矢、たなかこころ

## スタッフ
- エグゼクティヴ・プロデューサー - 二宮清隆
- 統括プロデューサー - 吉田健太郎
- プロデューサー - 奥村喜彦
- アシスタントプロデューサー - 音無珠映
- ラインプロデューサー - 山邊博文
- 脚本 - 雨宮慶太
- 設定 - 田口恵
- 撮影 - 西岡章
- 照明 - 鈴木康之、小笠原篤志
- 美術 - 竹内正典
- VE - 平金総一郎
- 記録 - 山下誠美
- ワイヤーコーディネイト - 佐々木俊宜
- アクション監督補佐 - 大橋明
- 助監督 - 黒木浩介
- 制作 - 板井茂樹
- エルダ（魔導者） / メシア デザイン - YOU-KO（JAP工房）
- 特殊造形・特殊メイク - 小此木謙一郎
- 絵コンテ - 奥山潔（チュウチュウ・コンビナート）、小原智和（チュウチュウ・コンビナート）
- 編集 - 長坂智樹
- VFXプロデューサー - 堀田弘樹
- VFXスーパーバイザー - 小坂一順
- VFXディレクター - 中川茂之
- 音楽プロデューサー - 井上俊次
- 音楽 - 栗山善親、寺田志保
- 技術協力 - オムニバス・ジャパン
- 特別協力 - サンセイアールアンドディ
- 製作 - 東北新社
- 制作協力 - AAC STUNTS、クラウド
- 制作 - 東北新社
- アクション監督 - 横山誠
- 原作・監督 - 雨宮慶太

## 音楽
エンディングテーマ曲「Warrior 〜闇を駆ける呀〜」
歌・作詞・作曲 - 影山ヒロノブ / 編曲 - 須藤賢一

## 関連商品

### DVD・Blu-ray
2011年9月7日にBlue-rayとDVDが東北新社から発売された。

### CD
「呀 ～Tusk of Darkness～」
2011年10月5日にランティスから発売された本作の主題歌を収録した影山ヒロノブのシングル。表題曲は本作とタイアップしたパチンコ『CR暗黒騎士呀鎧伝』のテーマソング。
「牙狼＜GARO＞黄金歌集　牙狼魂」
2013年9月25日にランティスから発売された、牙狼シリーズのベストアルバム。他の作品の主題歌とともに、影山ヒロノブが担当した本作の主題歌が収録されている。

### フィギュア
本作で初登場した風雲騎士波怒、魔導馬雷剛が商品化されている。

## パチンコ
2011年10月にサンセイR&Dより、本作のタイアップ機である『CR暗黒騎士呀鎧伝』が発売。